# Разловское восстание
Разловское восстание, или Малешевское восстание — болгарское восстание в регионах Малешево и Пьянец, часть Апрельского восстания 1876 года против власти Османской империи.
Подготовка к восстанию началась в конце 1875 года в городе Салоники. Создаётся революционная группа. Эта группа состояла из членов организации «Болгарская заря». Лидером группы был Димитр Беровский. Подготовка к восстанию началась в 1875 году в селе Разловцы под руководством Димитра Беровского и Стояна Разловского. Планировалось охватить восстанием Малешево, Радовиш, Струмицу, Петрич, Мелник, а позже Осогово, сначала вооружив мятежников. Димитр Беровский поручил двум учительницам из Сопота, Неделе Петковой и Станиславе Караивановой придумать знамя предстоящего восстания. Знамя было красного цвета с изображением на нём жёлтого льва. На знамени были надписи «Македония» и «Станете да ви освободя» (рус. Встать, чтобы вам освободиться).
После начала Апрельского восстания османские власти провели серию арестов, и пришлось поднять восстание в Разловцы раньше запланированного срока, 7 мая 1876 года. Две повстанческие группы из 60 человек занимают село Разловцы, после чего восстание разрастается в Малешево, Кочани, Митрашинци и Пиянец.
К осени восстание было подавлено. Большинство повстанцев были арестованы или убиты. Небольшая часть восставших скрылась в горах Малешево, а с началом русско-турецкой войны пробилась к силам Русской императорской армии.